# Les Deux Mulets
Pour les articles homonymes, voir Mulet (homonymie).
Ne pas confondre avec l'autre fable de La Fontaine Le Mulet se vantant de sa généalogie
Les Deux Mulets est la quatrième fable du Livre I des Fables de La Fontaine situé dans le premier recueil des Fables de La Fontaine, édité pour la première fois en 1668.
L'origine de cette fable est « Les deux mulets et les voleurs » de Phèdre,.

## Texte de la fable
Deux mulets cheminaient : l'un d'avoine chargé,

L'autre portant l'argent de la gabelle.

Celui-ci, glorieux d'une charge si belle,

N'eût voulu pour beaucoup en être soulagé.

Il marchait d'un pas relevé,

Et faisait sonner sa sonnette ;

Quand, l'ennemi se présentant,

Comme il en voulait à l'argent,

Sur le mulet du fisc une troupe se jette,

Le saisit au frein, et l'arrête.

Le mulet en se défendant

Se sent percer de coups : il gémit, il soupire.

« Est-ce donc là, dit-il, ce qu'on m'avait promis ?

Ce mulet qui me suit du danger se retire,

Et moi j'y tombe, et je péris.

— Ami, lui dit son camarade,

Il n'est pas toujours bon d'avoir un haut emploi.

Si tu n'avais servi qu'un meunier, comme moi,

Tu ne serais pas si malade. »
— Jean de La Fontaine, Fables de La Fontaine, Les Deux Mulets

## Illustrations

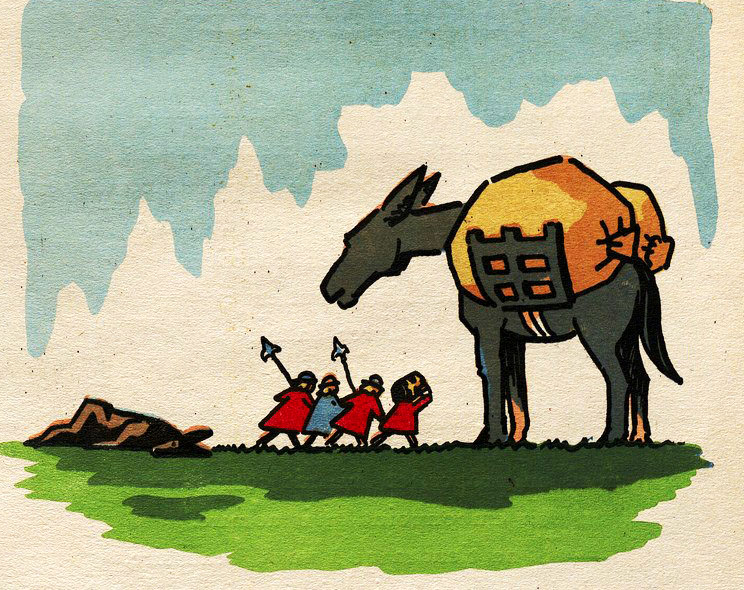
Illustration d'André Hellé.
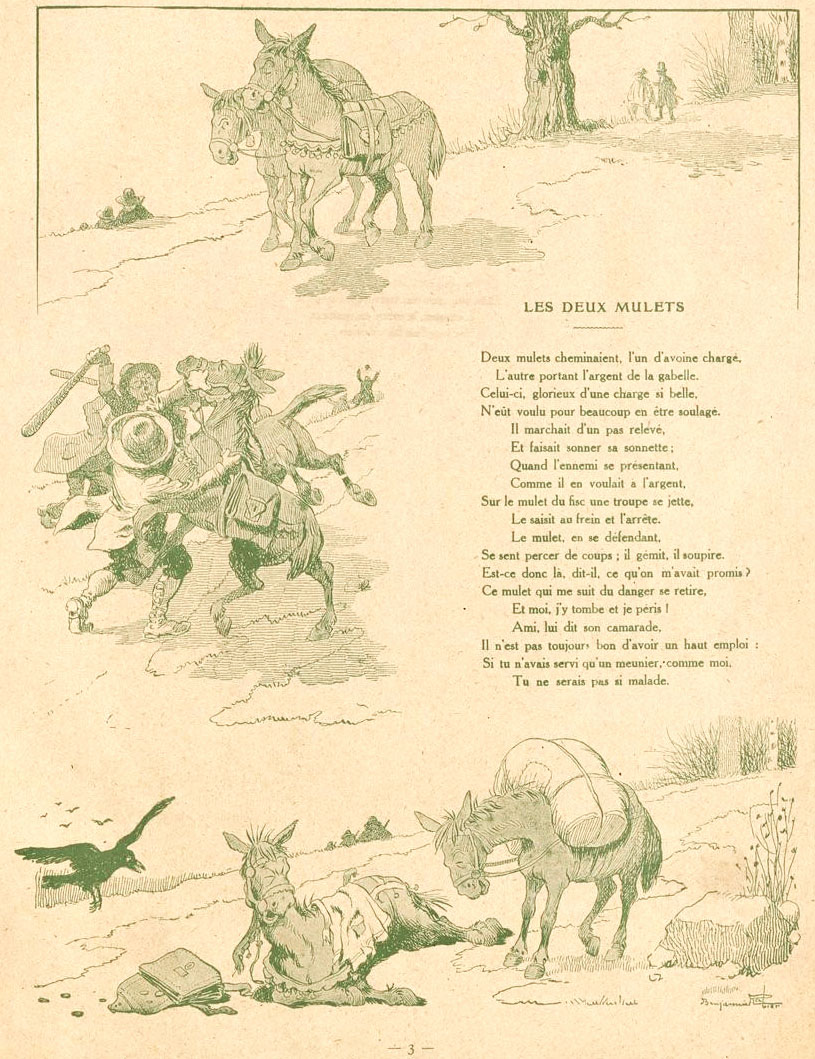
Bande dessinée de Benjamin Rabier.
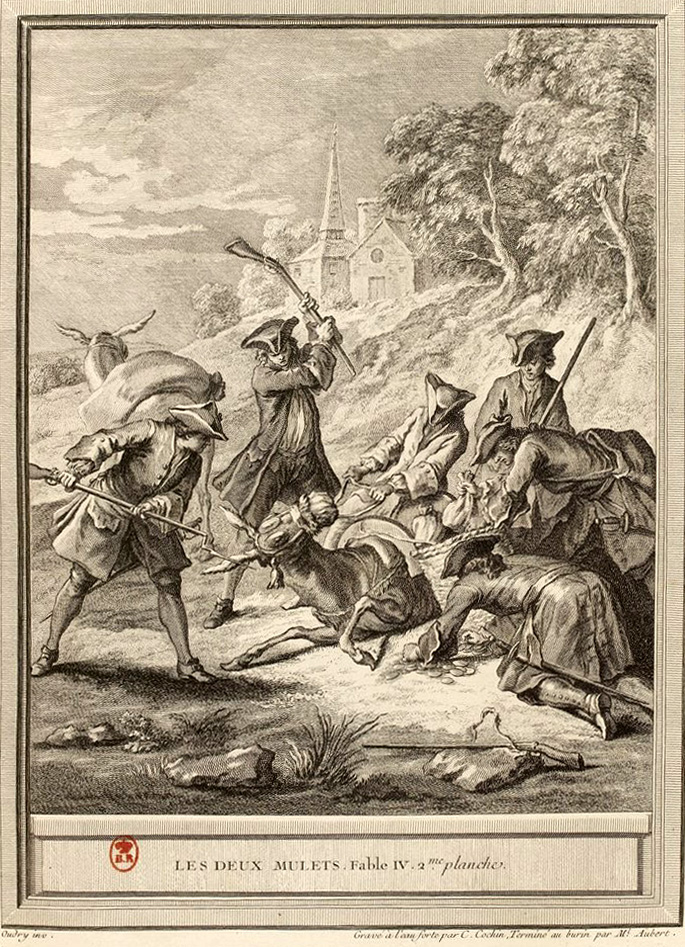
Gravure de Michel Aubert et Charles-Nicolas Cochin d'après un dessin de Jean-Baptiste Oudry.